# Café Slavia
Le Café Slavia ou Grand Café Slavia est un célèbre café de Prague (République tchèque), situé sur les bords de la Vltava, en face du Théâtre National. Il a ouvert en 1881 sous le nom de “Novà Slavia”. Depuis ses grandes fenêtres, on peut voir le Château de Prague, la Vltava, la tour de Petřín et le quartier de Malá Strana. Le bâtiment appartient à l'Académie des arts de la scène de Prague et abrite la Faculté de cinéma et de télévision de cette académie.

## Histoire
Le comte Leopold Lazansky fit construire en 1861-1863 un palais de trois étages qui accueillit plusieurs locataires célèbres dont le compositeur Bedřich Smetana. La pose de la première pierre du Théâtre National en 1868 renforce l'attrait du quartier et entraîne la création de lieux de divertissements. En 1884 le comte Lazansky offre les locaux de l'entresol du palais au café théâtral pragois. Le café créé prend alors le nom de Novà Slavia, inspiré par la montée du sentiment national tchèque et par le panslavisme.
À partir du 30 août 1884, le café fut exploité sous le nom de Café Slavia. Il accueille un public cultivé, attiré par le théâtre voisin. Entre autres habitués des lieux figurent Bedřich Smetana, l'acteur Jindrich Mosna ou le metteur en scène Jaroslav Kvapil. Le café devient également un lieu d'expression du nationalisme tchèque.
Le café a été rénové à de nombreuses reprises au cours de son histoire. En 1912, le locataire du café, Rudolf Mužík, a loué des pièces supplémentaires donnant sur la rue Divadelní, et le constructeur A. Blecha a conçu et réalisé la suppression de plusieurs cloisons afin d’unifier l’espace intérieur. Les fenêtres extérieures ont été équipées de marquises. Une transformation généreuse du café dans le style art déco a été réalisée en 1932 par Václav Fišer et son neveu Jaroslav Štěrba, en collaboration avec l’architecte Oldřich Štefan. Le café Slavia rénové, avec ses murs en marbre et en bois, ses banquettes en cuir, ses grands miroirs et ses tables rondes, est devenu un joyau de la scène pragoise des cafés. L’intervention la plus marquante fut non seulement la démolition des cloisons restantes, mais aussi l’installation de grandes fenêtres qui ont ouvert une vue imprenable sur le magnifique panorama de Prague, renforçant ainsi le lien visuel entre les clients du café et la vie de la rue. Le café a vu l’apparition de célèbres monte-chapeaux, d’une ventilation mécanique efficace et de toilettes modernes. L’espace du café a été agrandi pour inclure l’actuel Parnas. 
Le café a traditionnellement été fréquenté par des acteurs, des compositeurs et des metteurs en scène de théâtre. Parmi ses hôtes figuraient Antonín Dvořák, Jindřich Mošna, Jaroslav Kvapil, Karel Hašler, Karel Hugo Hilar, Jiří Voskovec et Jan Werich, et plus tard Karel Höger, Alfred Radok, Ladislav Pešek, Rudolf Hrušínský, Jana Hlaváčová et Dana Medřická. De nombreuses excellentes nouvelles du duo Miloslav Šimek et Jiří Grossmann ont également vu le jour au café Slavia.
Dans les années vingt, la célèbre écrivaine russe Marina Tsvetaïeva s’est aussi prise d’affection pour ce café, où elle s’arrêtait sur le chemin du retour de la rédaction de la revue La Volonté de la Russie. Elle y était souvent accompagnée d’autres émigrés russes, comme les écrivains Arkadi Timofeïevitch Averchenko, Evgueni Nikolaïevitch Tchirikov ou Alexeï Mikhaïlovitch Remizov.
Pendant la longue occupation allemande de la Seconde Guerre mondiale, la vie sociale s’éteignait progressivement et le café du Palais Lažanský entrait en léthargie. Le quai Masaryk fut rebaptisé Heydrich-Ufer et l’avenue Nationale devint Victoriastrasse. Le café Slavia fut transformé en Kaffee "Viktoria" u. Konditorei.
Après la libération en 1945, le café reprit son nom de Slavia. En 1948, il fut nationalisé. Cependant, la vie sociale et culturelle y resta très animée. De la fin des années quarante jusqu’aux années soixante, Prague devint un refuge et un lieu de rencontre pour les écrivains de gauche du monde entier. Jorge Amado, Pablo Neruda, Nâzım Hikmet, Roque Dalton, Nicolás Guillén, Alfredo Varela, Muhammad Mahdi Al-Jawahiri et Gabriel García Márquez y rencontrèrent leurs homologues tchèques, comme Jan Drda, Vítězslav Nezval, Marie Majerová, entre autres. Bon nombre de ces rencontres eurent lieu précisément au café Slavia.
Le café a également été, à différentes époques, un lieu favori des artistes plasticiens comme Jiří Kolář, Jan Zrzavý ou Kamil Lhoták, ainsi que des réalisateurs de cinéma tels que Miloš Forman, Jiří Menzel, Věra Chytilová ou Emir Kusturica.
Le Café Slavia il devient pourtant un des lieux de rencontre de l'intelligentsia dissidente tchécoslovaque dans les années 1950 et pendant la normalisation après 1968. Vaclav Cerny ou le poète Jiří Kolář, s'y retrouvent, comme le futur président tchèque, Václav Havel et Jaroslav Seifert ou Jan Zrzavý. En 1967, le Prix Nobel de littérature Jaroslav Seifert y fait référence dans son livre La Comète de Halley. En 1985, l'écrivain germano-tchèque Ota Filip titre un de ses romans Café Slavia toujours en référence au café.
En 1989, le café est loué à HN Gorin, un fonds d'investissement américain, qui promet de le rouvrir. Cependant, au lieu de rouvrir, le café est fermé et ne rouvre qu'en 1997 après de longues protestations des Praguois. Le tableau représentant Slavia, la mère des Slaves, dont le café porte le nom, a été transféré dans les collections de la Galerie municipale et remplacé par une peinture représentant le buveur d’absinthe de Viktor Oliva. 
Il continue à accueillir des évènements comme la journée de l'Europe